# 卢凯内纳德拉斯托雷斯
卢凯内纳德拉斯托雷斯，是西班牙安达卢西亚自治区阿尔梅里亚省的一个市镇。 总面积123km2, 总人口603人（2001年），人口密度5人/km2。